# Adryelson
Adryelson Shawann Lima Silva (ur. 23 marca 1998 w Barão de Grajaú) – brazylijski piłkarz występujący na pozycji środkowego obrońcy.